# Joshua Palacios
Joshua John Palacios (Brooklyn, Nueva York, 30 de julio de 1995), más conocido como Joshua Palacios, es un jugador profesional estadounidense de béisbol que se desempeña en la posición de jardinero derecho en Pittsburgh Pirates, equipo de las Grandes Ligas de Béisbol (MLB).

## Carrera
Palacios hizo su debut en la MLB con el equipo Toronto Blue Jays, en el cual jugó una temporada (2021), después pasó a Washington Nationals (2022), posteriormente a Pittsburgh Pirates, donde lleva jugando dos temporadas.